# Coupe du monde de skeleton 2014-2015
Navigation
Édition précédente Édition suivante
La coupe du monde de skeleton 2014-2015 est la 29e édition de la Coupe du monde de skeleton, compétition de skeleton organisée annuellement par la Fédération internationale de bobsleigh et de tobogganing.

Elle se déroule entre le 8 décembre 2014 et le 15 février 2015 sur 8 étapes organisées en Amérique du Nord puis en Europe en coopération avec la Coupe du monde de bobsleigh.

## Programme de la saison
| \| Altenberg (Saxe) Königssee St Moritz La Plagne Igls Sotchi \| Sites des compétitions en Europe |
| Altenberg (Saxe) Königssee St Moritz La Plagne Igls Sotchi                                        |

| \| Lake Placid Calgary \| Sites des compétitions en Amérique du Nord |
| Lake Placid Calgary                                                  |

## Attribution des points
Les manches de Coupe du monde donnent lieu à l'attribution de points, dont le total détermine le classement général de la Coupe du monde.

Ces points sont attribués selon cette répartition :
| Place  | 1   | 2   | 3   | 4   | 5   | 6   | 7   | 8   | 9   | 10  | 11  | 12  | 13  | 14  | 15  | 16 | 17 | 18 | 19 | 20 | 21 | 22 | 23 | 24 | 25 | 26 | 27 | 28 | 29 |
| ------ | --- | --- | --- | --- | --- | --- | --- | --- | --- | --- | --- | --- | --- | --- | --- | -- | -- | -- | -- | -- | -- | -- | -- | -- | -- | -- | -- | -- | -- |
| Points | 225 | 210 | 200 | 192 | 184 | 176 | 168 | 160 | 152 | 144 | 136 | 128 | 120 | 112 | 104 | 96 | 88 | 80 | 74 | 68 | 62 | 56 | 50 | 45 | 40 | 36 | 32 | 28 | 24 |

## Classement Général
| Rang | Nom             | Points |
| ---- | --------------- | ------ |
| 1    | Martins Dukurs  | 1770   |
| 2    | Tomass Dukurs   | 1526   |
| 3    | Axel Jungk      | 1408   |
| 4    | Matthew Antoine | 1272   |
| 5    | Dominic Parsons | 1232   |

| Rang | Nom               | Points |
| ---- | ----------------- | ------ |
| 1    | Janine Flock      | 1531   |
| 2    | Elizabeth Yarnold | 1511   |
| 3    | Tina Hermann      | 1496   |
| 4    | Anja Huber        | 1346   |
| 5    | Laura Deas        | 1314   |

## Calendrier

### Hommes
| Date                       | Lieu         | Vainqueur           | Deuxième            | Troisième           |
| -------------------------- | ------------ | ------------------- | ------------------- | ------------------- |
| 8 décembre au 13 décembre  | Lake Placid  | Martins Dukurs      | Tomass Dukurs       | Matthew Antoine     |
| 15 décembre au 20 décembre | Calgary      | Martins Dukurs      | Tomass Dukurs       | Yun Sungbin         |
| 5 janvier au 11 janvier    | Altenberg    | Martins Dukurs      | Tomass Dukurs       | Alexander Tretiakov |
| 12 janvier au 18 janvier   | Königssee    | Alexander Tretiakov | Martins Dukurs      | Matthew Antoine     |
| 19 janvier au 25 janvier   | Saint-Moritz | Martins Dukurs      | Yun Sung-bin        | Nikita Tregubov     |
| 26 janvier au 1er février  | La Plagne    | Martins Dukurs      | Alexander Tretiakov | Tomass Dukurs       |
| 2 février au 8 février     | Igls         | Martins Dukurs      | Alexander Tretiakov | Nikita Tregubov     |
| 12 février au 15 février   | Sotchi       | Alexander Tretiakov | Martins Dukurs      | Yun Sungbin         |

### Femmes
| Date                       | Lieu            | Vainqueur                                                 | Deuxième                                                  | Troisième                                                 |
| -------------------------- | --------------- | --------------------------------------------------------- | --------------------------------------------------------- | --------------------------------------------------------- |
| 8 décembre au 13 décembre  | Lake Placid     | Elizabeth Yarnold                                         | Elisabeth Vathje                                          | Janine Flock                                              |
| 15 décembre au 20 décembre | Calgary         | Elisabeth Vathje                                          | Laura Deas                                                | Tina Hermann                                              |
| 5 janvier au 11 janvier    | Altenberg       | Maria Orlova                                              | Elizabeth Yarnold                                         | Elena Nikitina                                            |
| 12 janvier au 18 janvier   | Königssee       | Elizabeth Yarnold                                         | Anja Huber                                                | Maria Orlova                                              |
| 19 janvier au 25 janvier   | Saint-Moritz    | Janine Flock                                              | Elisabeth Vathje                                          | Laura Deas                                                |
| 26 janvier au 1er février  | La Plagne       | Epreuve annulée (mauvaises conditions) et Reportée à Igls | Epreuve annulée (mauvaises conditions) et Reportée à Igls | Epreuve annulée (mauvaises conditions) et Reportée à Igls |
| 2 février au 8 février     | Igls (Course 1) | Elizabeth Yarnold                                         | Elisabeth Vathje                                          | Janine Flock                                              |
| 2 février au 8 février     | Igls (Course 2) | Elizabeth Yarnold                                         | Janine Flock                                              | Rose McGrandle                                            |
| 12 février au 15 février   | Sotchi          | Elizabeth Yarnold                                         | Maria Orlova                                              | Anja Huber                                                |